# Władysław Sowicki
Władysław Józef Sowicki (ur. 12 marca 1911 w Bieżanowie, zm. 31 grudnia 1954 w Łodzi) – polski architekt wnętrz, artysta plastyk, absolwent krakowskiej Państwowej Szkoły Sztuk Zdobniczych i Przemysłu Artystycznego oraz warszawskiej Akademii Sztuk Pięknych. Przed wybuchem II wojny światowej członek Szczepu Rogate Serce Stanisława Szukalskiego i Spółdzielni Artystów ŁAD, po wojnie Związku Polskich Artystów Plastyków Okręg Łódzki, Związku Autorów, Kompozytorów i Wydawców ZAiKS. Współpracował z Biurem Nadzoru Estetyki Produkcji (IWP) oraz Cepelią.

## Życiorys
Władysław Sowicki urodził się 12 marca 1911 roku w Bieżanowie, małej miejscowości leżącej pomiędzy Krakowem a Wieliczką. Był jednym z ośmiorga dzieci Jana Sowickiego i Honoraty z Kaczmarczyków. Uczył się w Państwowym Gimnazjum Humanistycznym w Wieliczce. W 1929 roku rozpoczął naukę w Państwowej Szkole Sztuk Zdobniczych i Przemysłu Artystycznego (PSSZiPA) w Krakowie, gdzie ukończył Wydział Ogólny i Wydział Specjalny Architektury Wnętrz. 16 czerwca 1934 roku złożył ostateczny egzamin z nauk teoretycznych oraz ze sprawności artystyczno-technicznej z wynikiem bardzo dobrym. We wrześniu tego samego roku rozpoczął studia na warszawskiej Akademii Sztuk Pięknych (ASP), w czerwcu 1935 roku został przyjęty do pracowni specjalnej Architektury Wnętrz prowadzonej przez profesora Wojciecha Jastrzębowskiego. W tym samym roku zajął trzecie miejsce w ładowskim konkursie na projekt pokoju mieszkalnego i został zaproszony do zostania członkiem Spółdzielni Artystów ŁAD. W czerwcu 1938 roku ukończył studia na warszawskiej ASP ze specjalnością w architekturze wnętrz broniąc pracę dyplomową pt. "Projekt kaplicy w miejscu pamiątkowym" wykonaną pod kierunkiem prof. Jastrzębowskiego. W październiku tego samego roku został studentem Wydziału Architektury Politechniki Warszawskiej (WA PW), a w semestrze letnim rozpoczął pracę w charakterze asystenta na kursie Kompozycji Brył i Płaszczyzn oraz w Katedrze Architektury Wnętrz warszawskiej ASP. Niestety wybuch wojny przekreślił rozwój kariery pedagogicznej Sowickiego oraz zmusił go do przerwania studiów na WA PW. Jednakże nie zakończył jego działalności artystycznej – do czasu Powstania projektant przebywał w Warszawie zajmując się projektowaniem wnętrz. Po wybuchu Powstania został wywieziony, razem z żoną Marią Szczygłówną, do obozu przejściowego dla ludności cywilnej w Pruszkowie Dulag 121. Nie są znane losy Władysława Sowickiego po przewiezieniu do obozu, z rodzinnych przekazów wiadomo, że udało mu się z niego wydostać.
Po zakończeniu działań wojennych Sowicki zamieszkał razem z żoną w Łodzi. Wrócił do działalności projektowej i artystycznej. W 1946 roku zaczął współpracę z Biurem Nadzoru Estetyki Produkcji oraz Cepelią. W tym samym roku zasilił szeregi Związku Polskich Artystów Plastyków Okręg Łódzki w Sekcji Architektury Wnętrz i Przemysłu Artystycznego, a od 1948 roku należał do Związku Autorów, Kompozytorów i Wydawców "ZAiKS".
Władysław Sowicki umarł w 1954 roku. Został pochowany na Starym Cmentarzu w Łodzi, a autorem jego nagrobka jest wybitny rzeźbiarz – Antoni Biłas.

### Szczep Rogate Serce Stanisława Szukalskiego
W 1929 roku, razem z innymi uczniami PSSZiPA, Sowicki wstąpił do Szczepu Rogate Serce, grupy artystycznej założonej przez charyzmatycznego Stanisława Szukalskiego. Wszyscy członkowie Szczepu, na potrzeby działalności szczepowej. przyjęli nowe miana, które miały brzmieć bardziej słowiańsko i manifestować przynależność do grupy. Tylko dwóch członków nie zgodziło się na zmianę, jednym z nich był Władysław Sowicki, pozostając Władysławem z Bieżanowa. Szukalszczycy często prezentowali swój dorobek artystyczny na wystawach, a Władysław Sowicki brał udział w ośmiu z nich. Pierwsza zbiorowa wystawa członków Szczepu miała miejsce w listopadzie 1930 roku w Małopolskim Towarzystwie Rolniczym w Krakowie. Znalazło się na niej 6 prac Sowickiego – Litawor; Rymwid; Witaj krępaku; W roku 1863; Chrystus; Piast. Wystawę pokazywano także w Katowicach i Poznaniu. Na kolejnej wystawie, która odbyła się w sierpniu 1931 roku w Akademii Handlowej w Krakowie pokazano 5 prac Sowickiego – Cierpliwy Polak, a obłudny Niemiec; Projekt domu; Rozpoczęcie (Lech); Trzech bojowników; Łokietek Wygnaniec. Prace z tej wystawy zostały zaprezentowane także w warszawskim gmachu Zachęty oraz w salonie Kotkowskiego w Łodzi. Kolejna wystawa została pokazana w Towarzystwie Przyjaciół Sztuk Pięknych we Lwowie, w marcu 1932 roku. Sowicki wystawił tam 5 swoich prac – Cierpliwy Polak, a obłudny Niemiec; Projekt domu; Rozpoczęcie (Lech); Trzech bojowników; Łokietek Wygnaniec. W tym samym roku, w lipcu, miała miejsce ostatnia wystawa, w której udział brał Władysław Sowicki. Zorganizowano ją w Muzeum Miejskim w Bydgoszczy, pokazano na niej 4 prace Sowickiego – Cierpliwy Polak, a obłudny Niemiec; Projekt domu; Rozpoczęcie (Lech); Łokietek Wygnaniec. W 1932 roku Władysław Sowicki opuścił szeregi Szczepu razem z Jerzym Baranowskim, Stanisławem Gliwą, Czesławem Kiełbińskim, Marianem Konarskim i Norbertem Strassbergiem.

## Twórczość
Twórczość Władysława Sowickiego obejmowała projekty architektury, obiektów wystawienniczych, przestrzennych obiektów architektoniczno-plastycznych, architektury wnętrz, mebli, plakatu, biżuterii, ceramiki, zabawek, obuwia. Prace z lat 1934-1937 projektowane były w stylistyce polskiego art déco, końcówka lat trzydziestych to zwrot w kierunku półmodernizmu, lata powojenne przyniosły monumentalizm założeń socjalistycznych z elementami klasycyzującymi.

### Architektura i architektura wnętrz
1935
- rozstrzygnięcie konkursu Ładu na pokój mieszkalny, który był skierowany do członków Związku Studentów WA PW i studentów pracowni architektury wnętrz ASP w Warszawie. Władysław Sowicki zajął trzecie miejsce. Wszyscy laureaci konkursu zostali zaproszeni na członków Spółdzielni Ład[8].

1936
- konkurs na Pawilon Polski na Wystawę Światową w Paryżu (1937) oraz na projekt fragmentów wnętrz do Pawilonu Polskiego. Razem z Stanisławem Kucharskim i Marianem Steczowiczem zdobywają nagrodę równorzędną w grupie F[9].

1937
- otrzymuje drugą nagrodę na dorocznej wystawie prac studenckich "dla drugiego [roku] i dalszych: projekt wypoczynkowego domku nad jeziorem według danej sytuacji (w modelu) z całkowitym urządzeniem wnętrza i wykonaniem jednego ze sprzętów w naturze (stół, fotel, krzesło)”[10];

- konkurs na mauzoleum generała Orlicz-Dreszera przy Cmentarzu Wojskowym Marynarki Wojennej RP na skarpie na Oksywiu w Gdyni. Razem ze Stanisławem Kucharskim i Zbigniewem Dunajewskim zdobywają czwartą nagrodę w wysokości 1000zł.[11].

1938
- konkurs na Pawilon Polski i na wnętrza Pawilonu na Wystawę Światową w Nowym Jorku (1939). Razem z Henrykiem Tomaszewskim zdobywają drugą nagrodę w wysokości 500zł. za projekt Sali Przemysłu Szczytowego, za projekt Sali Honorowej zakup w wysokości 300zł. oraz za projekt Hallu-Bawialni zakup w wysokości 100zł.[12];

- projekt budynku kościoła[13].

1939
- projekt i realizacja ołtarza dla Kościół w Łucku (obecnie tereny Ukrainy). Ołtarz ufundowany przez Janusza Radziwiłła, wykonany w Pracowni Dekoracyjnej „Bracia Łopieńscy” z Warszawy[14];

- projekt pawilonu Spółdzielni Artystów Ład[13].

1940
- projekt i realizacja wnętrz kawiarni „Lucyna” przy Nowym Świecie 30 (róg Foksal i Nowego Światu) w Warszawie przy współpracy Henryka Tomaszewskiego, Konstantego Danko i Juliana Żebrowskiego[15].

1947
- projekt konkursowy na regulację Placu Zwycięstwa w Warszawie z konnym pomnikiem księcia Józefa Poniatowskiego[13].

1948
- projekt i realizacja pawilonu prywatnego przemysłu włókienniczego na Międzynarodowe Targi Poznańskie (MTP) przy współpracy Jana Gogolewskiego[16].

1949
- projekt i realizacja pawilonu Centrali Tekstylnej na MTP przy współpracy Stanisława Kucharskiego i Konstantego Danko[17].

1950
- projekt i realizacja Wystawy Gospodarczej Planu 6-letniego w Łodzi przy współpracy Władysława Bojkowa[13];

- konkurs na pomnik Chopina w Łazienkach w Warszawie. Razem z Władysławem Bojkowem, Stanisławem Kucharskim, Marianem Stępniem[18] i Antonim Biłasem zdobywają pierwsze wyróżnienie i zakup[19];

- projekt i realizacja pawilonu przemysłu włókienniczego na MTP przy współpracy Konstantego Danko, Stanisława Kucharskiego i Mariana Stępnia[20].

1951
- organizacja i budowa Wystawy Rolniczo-Gospodarczej w Białymstoku[13].

1952
- opracowanie plastyczne I Ogólnopolskiej Wystawy Architektury Wnętrz i Sztuki Dekoracyjnej pod kątem architektury wnętrz przy współpracy Władysława Bojkowa[21].

### Meble
- przedwojenne projekty mebli realizowane w ramach zajęć na warszawskiej ASP oraz dla Spółdzielni ŁAD;

1937
- makieta krzesła z uskokową formą deski zaplecka;
- makieta fotela z wysoką deską zaplecka w kształcie fali.

1938
- niski tapicerowany fotel.

1939
- masywne krzesło z dekoracyjną deską zaplecka.

- powojenne projekty mebli wielofunkcyjnych, krzeseł giętych, ze sklejki, tapicerowanych, składanych, foteli uszaków, a także projekty mebli stylizowanych dla Cepelii, w skład których wchodziły m.in.: biblioteczka, stolik pod radio, półki, toaleta, stolik do brydża.

1952
- międzynarodowy konkurs na projekt mebli składanych zorganizowany na zlecenie amerykańskiego przemysłu meblarskiego przez Museum of Modern Art w Nowym Jorku. Otrzymuje pierwszą nagrodę[22].

### Biżuteria
- powojenne projekty broszek metalowych, szklanych, drewnianych (wypalanych i czasem polichromowanych), z wykorzystaniem tworzyw sztucznych.

1948
- projekty szpil srebrnych wykonane „Biegacze” i „Piłkarz” wykonane z okazji XIV Igrzysk Olimpijskich w Londynie.

### Zabawki
- powojenne projekty figurek dla BNEP wykonane w technice mieszanej z wykorzystaniem ogólnie dostępnych materiałów – papieru, sznurka, skrawków tkaniny, zapałek, drutu itd. nawiązujących tematyką do tradycji Świąt Bożego Narodzenia – „Trzej Królowie”, „Aniołek”, „Św. Mikołaj”, „Choinka”.

- powojenne smukłe figurki drewniane polichromowane o syntetycznym kształcie zbudowane z prostych figur geometrycznych – „Chinka”, „Chińczyk”, „Chłop”, „Chłopka”, „Góral”

- dwie figurki, bardziej pękate i z większą ilością polichromii – „Król” i „Królowa”.

### Plakat
1932
- rozstrzygnięcie konkursu na afisz propagandowy dla firmy Chlorodont. Władysław Sowicki zdobywa pierwszą nagrodę[23].

1937
- rozstrzygnięcie konkursu na plakat reklamowy dla Przemysłu Wódczanego S.A. ogłoszonego przez IPS i Koło Artystów Grafików Reklamowych. Razem z Gwidonem Budeckim zdobywają drugą nagrodę w wysokości 300zł oraz zakup za 100zł.[24];

- prezentacja projektów (plansze i fotografie) na Ogólnopolskim Salonie Sztuki w Poznaniu „Sztuka, kwiaty, wnętrza”. Razem ze Stanisławem Kucharskim[25].

1945
- bierze udział w międzynarodowym konkursie na plakat ONZ[13].

1948
- projekt plakatu „Oni walczyli za nasz honor i wolność 19.IV.1943 – 19.IV.1948” na konkurs upamiętniający piątą rocznicę wybuchu powstania w getcie warszawskim, zorganizowany przez Centralny Komitet Żydów.

1949
- konkurs na plakat Międzynarodowych Zawodów Narciarskich o Puchar Tatr 1949. Zdobywa wyróżnienie w wysokości 33,333zł za pracę pod godłem „10 nart”[26].

1953
- projekt plakatu z okazji I Ogólnopolskiej Wystawy Plakatu Związku Polskich Artystów Plastyków w Warszawie[13].

### Pozostałe
1937
- prezentacja projektów (plansze i fotografie) na Ogólnopolskim Salonie Sztuki w Poznaniu „Sztuka, kwiaty, wnętrza” przy współpracy Stanisława Kucharskiego[27].

1939
- konkurs na płaskorzeźbę wschodniej fasady Dworca Głównego w Warszawie przy współpracy Henryka Tomaszewskiego[28].

1943
- otrzymuje patent nr 31661 na sposób wykonania obuwia o podeszwie drewnianej z Urzędu Patentowego w Warszawie[13].

1948
- projekt tablicy i pomnika na ogólnopolski konkurs upamiętniający walkę i męczeństwo bohaterów drugiej wojny światowej. „Poległym chwała a żywym wolność, narodom pokój; Miejsce uświęcone męczeńską krwią Polaków walczących o wolność”[13].

1951
- wystawa pokonkursowa ZPAP pt. „Łódź w plastyce”. Na konkursie zorganizowanym przez Prezydium Rady Narodowej m. Łodzi oraz Łódzki Oddział ZPAP Władysław Sowicki, Marian Jaeschke i Antoni Biłas zajęli pierwsze miejsce za projekt „Pomnik pokoju”[29].